# 🇲🇶
🇲🇶 is een Unicode vlagsequentie emoji die gebruikt wordt als regionale indicator voor Martinique. De meest gebruikelijke weergave is die van de vlag van Martinique, maar op sommige platforms (waaronder Microsoft Windows) ziet men de letters MQ. De officiele landsvlag is overigens, aangezien Martinique een Frans overzees gebiedsdeel is, de vlag van Frankrijk.
De vlagsequentie is opgebouwd uit de combinatie van de Regional Indicator Symbols 🇲 (U+1F1F2) en 🇶 (U+1F1F6), tezamen de ISO 3166-1 alpha-2 code MQ voor Martinique vormend.
Deze emoji is in 2010 geïntroduceerd met de Unicode 6.0-standaard.

## Gebruik

De vlag

Deze emoji wordt gebruikt als regionale aanduiding van Martinique.

## Codering

De Twemoji-implementatie

### Unicode
In Unicode vindt men de 🇲🇶 met de codesequentie U+1F1F2 U+1F1F6 (hex).

### Shortcode
Er zijn shortcodes  voor 🇲🇶; in Github kan deze opgeroepen worden met :martinique:,  in Slack kan het karakter worden opgeroepen met de code :flag-mq:.